# Хитто, Хасан
Хасан Хитто (араб. غسان هيتو‎; род. 1963, Дамаск) — один из лидеров сирийской оппозиции, с марта по сентябрь 2013 года — глава «переходного правительства» Сирии, учрежденного оппозиционной коалицией и формально действующего на подконтрольных повстанцам территориях. 

## Биография
Родился в 1963 году в Дамаске в семье курдов, в 1980 году эмигрировал в США. В конце 2012 года переехал в Турцию. 18 марта 2013 года был избран главой «переходного правительства», 8 июля того же года подал в отставку.